# Póstumo Cominio Aurunco
Póstumo Cominio Aurunco  fue un político y militar romano de los siglos VI y V a. C. perteneciente a la gens Cominia.

## Carrera pública
Fue elegido cónsul en el año 501 a. C., año en el que un dictador fue nombrado por primera vez a causa de la conspiración de los ciudades latinas contra Roma. Según algunas fuentes,[¿cuál?] fue el encargado de dedicar el templo de Saturno, en el año 497 a. C., de conformidad con un decreto del Senado.
Aurunco fue cónsul de nuevo en el año 493 a. C. Inició su magistratura durante la secesión de la plebe, que se había instalado en el monte Aventino. Llevó con éxito la guerra contra los volscos y tomó varias de sus ciudades. Fue durante esta campaña que Cayo Marcio Coriolano se distinguió en Corioli.
Es probablemente a causa de este último hecho que fue uno de los cinco enviados al campamento volsco cuando Coriolano sitiaba Roma.